# Mnoga gruczolakowatość wewnątrzwydzielnicza
Mnoga gruczolakowatość wewnątrzwydzielnicza, gruczolakowatość wewnątrzwydzielnicza (ang. multiple endocrine neoplasia, MEN) może dotyczyć różnych narządów, obejmuje trzy zespoły określane jako MEN I, MEN IIa, MEN IIb, dziedziczone w sposób autosomalny dominujący. U krewnych chorych należy przeprowadzić badania genetyczne, mające na celu wykrycie zmutowanych genów, co pozwoli na wczesne wykrywanie guzów wchodzących w skład zespołów.

## Typy zespołów

### MEN I – zespół Wermera
Przyczyna: defekt genu kodującego białko meninę zlokalizowanego na długim ramieniu 11 chromosomu (11q13).
W skład zespołu wchodzą:
- guz dominujący: nowotwór trzustki: insulinoma, gastrinoma, i inne.
- pierwotna nadczynność przytarczyc
- guz przedniego płata przysadki

### MEN IIa – zespół Sipple'a
Przyczyna: mutacja protoonkogenu RET w locus 10 q11.2
W skład zespołu wchodzą:
- guz dominujący: rak rdzeniasty tarczycy
- guz chromochłonny nadnerczy
- pierwotna nadczynność przytarczyc

### MEN IIb – zespół Williama
W skład zespołu wchodzą:
- guz dominujący: rak rdzeniasty tarczycy
- guz chromochłonny nadnerczy
- nerwiakowłókniakowatość
- marfanoidalna budowa ciała.

### non-MEN
Tylko rak rdzeniasty tarczycy.